# 篮针轮虫
篮针轮虫（学名：Stylotrochus craticulatus）为海绵盘虫科针轮虫属的动物。分布于中太平洋、地中海，包括东海等海域。